# Ханонкін Олександр Аркадійович
Олександр Аркадійович Ханонкін (23 червня 1934, Одеса – 3 грудня 2000, Одеса) – фізик, геофізик, психолог. Доктор фізико-математичних наук (1985), професор; лауреат Державної премії УРСР (1983) та Державної премії України в галузі науки і техніки (1996); член-кореспондент Міжнародної Академії наук  Євразії (1995).

## Біографія
Народився 23 червня 1934 р. в Одесі у сім’ї шкільного вчителя.
З 1957 р. працював на посаді інженера-рентгенолога у рентгенівській лабораторії Одеського судноремонтного заводу.
У 1958 р. закінчив фізико-математичний факультет Одеського державного педагогічного інституту ім. К. Д. Ушинського.
З 1966 р. працював асистентом кафедри фізики Одеського педагогічного інституту.
У 1968 р. захистив дисертацію на здобуття наукового ступеня  кандидата фізико-математичних наук у Петрозаводському державному університеті ім. О. В. Куусінена.
З 1972 р. працював старшим науковим співробітником Науково-дослідного інституту  фізики  Одеського державного університету імені І. І. Мечникова, з 1974 р. – завідувачем галузевої науково-дослідної лабораторії прикладної металофізики (ГНДЛ-2), яка у 1992 р. стала називатись ГНДЛ-2 інженерної психології, а з 1995 р. — лабораторією синергетики.
У 1985 р. захистив докторську дисертацію у  Свердловському інституті фізики металів АН СРСР.
У 1992 р. закінчив заочне відділення мистецтвознавства Академії мистецтв у Санкт-Петербурзі.
Помер 3 грудня 2000 р. в Одесі.

## Наукова діяльність
Основною проблемою, якою займались вчені лабораторії прикладної металофізики під керівництвом О. А. Ханонкіна, була задача стабілізації властивостей мідних кабельних жил. Саме за розробку нового кабелю, що складався з 5000 жил однакових властивостей, у 1983 р. О. А. Ханонкін одержав Державну премію УРСР. Але головною науковою пристрастю вченого було розв’язування фізичних задач у галузі геології, а саме – моделювання та прогнозування землетрусів. За розробки у напрямку прогнозування землетрусів став лауреатом Державної премії України (1996). Паралельно з цими дослідженнями лабораторія у співдружності з двома одеськими заводами Одесакабель та Стальканат вела розробки по створенню надміцного кабелю тривалої довжини. О. А. Ханонкін вів активну викладацьку діяльність, зокрема на кафедрі психології ОНУ викладав курс інженерної психології, працював над створенням курсу з психології релігії.

## Праці
- Наблюдение потери устойчивости поверхностного слоя зогнутого кристалла методом отражательной рентгеновской микроскопии / И. Б. Старый, А. А. Ханонкин // Журнал прикладной механики и технической физики. – 1966. – № 2. – С. 87-88.
- Вивчення втомленості кременистого заліза в зв’язку з втратою стійкості поверхневого шару досліджуваного зразка / О. А. Ханонкін, Л. М. Моісеєв // Доп. АН УРСР. Серія А. – 1971. – № 7. – С. 659-660.
- Рентгенографические методы исследования структурных несовершенств и дефектов решетки в криталлических материалах / А. А. Ханонкин, Б. М. Ровинский, В. Г. Лютцау // Аппаратура и методы рентгеновского анализа. – 1971. – Вып. 9. – С. 3-35.
- Формоизменение медного микропровода, подвергнутого экстремальным электрическим нагрузкам / Л. М. Моисеев, А. А. Ханонкин // Известия АН СССР. Металы. – 1990. – С. 159-166.
- О природе пластических деформаций глинистых пород оползневых склонов Одесского побережья / А. А. Ханонкин, И. П. Зелинский, Л. М. Моисеев // Геоэкология. – 1993. – № 2. – С. 55-65.
- Влияние факторов моделированных землетрясений на электрическую активность и поведение гидробионтов / А. А. Ханонкин, Е. С. Тимофеева // Доп. НАН України. Математика. Природознавство. Технічні науки. – 1999. – № 7. – С. 157-161.
- Психика и знаковые системы / А. А. Ханонкин, А. Я. Шатагина // Психологія на перетині тисячоліть : зб. наук. праць учасників П’ятих Костюківських читань. – Київ, 1999. – Т. ІІІ. – С. 445-448.
- Икона – медиатор в психологии религии / Е. С. Данилова, А. А. Ханонкин // Наука і освіта. – 2000. – № 4. – С. 52-54.
- Хронотоп в психологии / А. А. Ханонкин // Шатагина А. Я., Шатагина Е. А. На площади Времени : Яков Миронович Штернштейн. Александр Аркадьевич Ханонкин : воспоминания об ученых. Научное наследие. Документальные материалы / А. Я. Шатагина, Е. А. Шатагина. – Одесса : Астропринт, 2011. – С. 266-269.

## Нагороди
- Державна премія УРСР 1983 р.
- Державна премія України 1996 р.